# Prado del Rey
Prado del Rey („Wiese des Königs“) ist eine Kleinstadt und eine südspanische Gemeinde (municipio) mit 5.667 Einwohnern (Stand: 2024) im Nordosten der Provinz Cádiz in der Autonomen Region Andalusien. Prado del Rey liegt an der „Straße der weißen Dörfer“ (Ruta de los Pueblos Blancos).

## Lage und Klima
Der ca. 440 m hoch gelegene Ort Prado del Rey liegt nordwestlich der Sierra de Grazalema gut 90 km (Fahrtstrecke) nordöstlich der Provinzhauptstadt Cádiz bzw. etwa 55 km westlich von Ronda. Das Klima ist gemäßigt bis warm; Regen (ca. 755 mm/Jahr) fällt überwiegend im Winterhalbjahr.

## Bevölkerungsentwicklung
| Jahr      | 1857  | 1900  | 1950  | 2000  | 2020  |
| Einwohner | 3.022 | 3.107 | 5.098 | 5.801 | 5.689 |

Vor dem Hintergrund der zunehmenden Mechanisierung der Landwirtschaft, der Aufgabe bäuerlicher Kleinbetriebe und dem daraus entstandenen Mangel an Arbeitsplätzen auf dem Lande ist die Einwohnerzahl der Gemeinde seit den 1950er Jahren vergleichsweise stabil geblieben.

## Wirtschaft
An erster Stelle im Wirtschaftsleben der Gemeinde steht traditionell die ursprünglich zur Selbstversorgung betriebene Landwirtschaft einschließlich der Viehzucht und der Imkerei. Auf den Feldern werden Weizen, Gerste, Wein etc. angebaut; die Hausgärten lieferten Gemüse und später auch Kartoffeln und Tomaten. Seit den 1960er Jahren spielt auch der innerspanische Tourismus eine gewisse Rolle im Wirtschaftsleben der Gemeinde.

## Geschichte
Bereits für die prähistorische Zeit sind menschliche Aktivitäten in der Gegend nachweisbar; sesshaft wurden die Menschen jedoch erst allmählich in der Zeit um 3000 v. Chr., was auch mit dem Abbau von Erzen und der Metallgewinnung zusammenhängt. Aus iberischer Zeit fehlen Daten und Erkenntnisse. Bei der ca. 6 km südlich gelegenen Römerstadt Iptuci wurden – vielleicht schon von den Phöniziern – Salinen zur Salzgewinnung betrieben. Das Gebiet um Prado del Rey und Ronda wurde endgültig erst um 1484/85 von den Christen unter der Führung der Katholischen Könige Isabella I. und Ferdinand II. zurückerobert (reconquista). Es blieb jedoch bis ins 17. Jahrhundert hinein weitgehend unbewohnt; erst unter Karl III. wurde der Ort im Jahr 1768 mit 189 Neusiedlern quasi neugegründet; das Stadtwappen zeigt ein großes 'C' für Carlos und die römische Zahl 'III'.

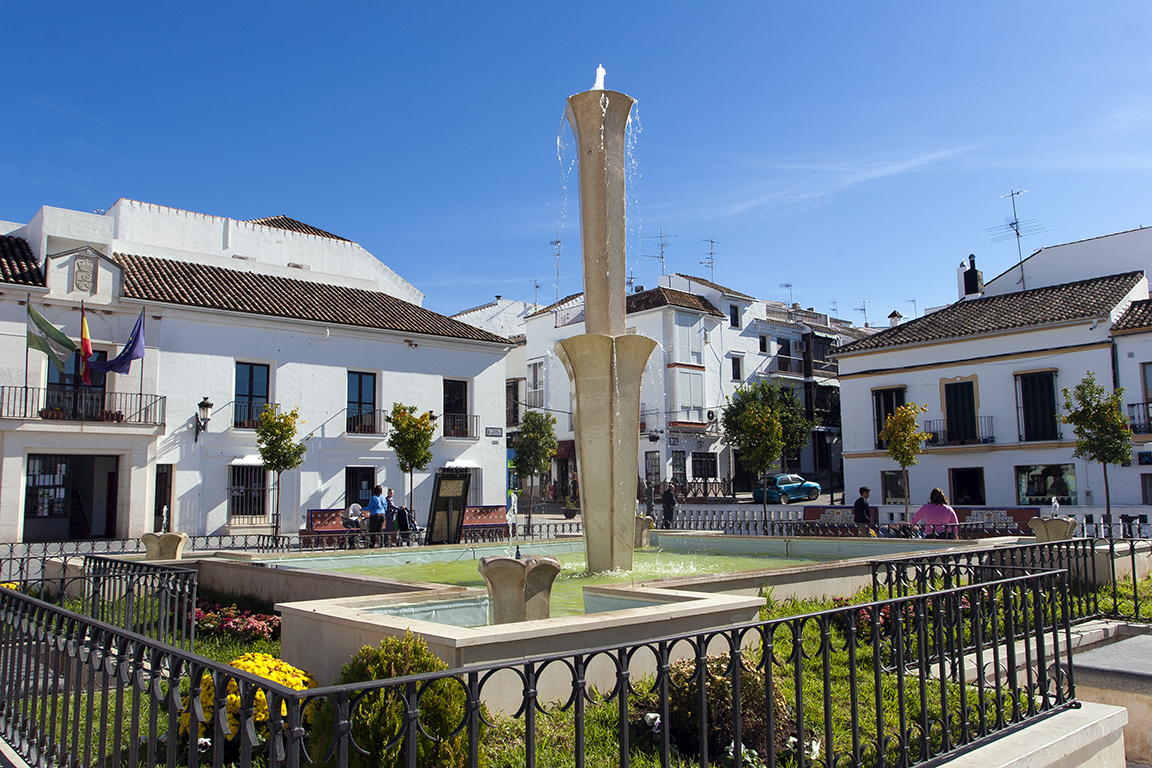
Prado del Rey – Plaza de la Constitución

## Sehenswürdigkeiten
- Zentrum des Ortes mit seinem geradlinig bzw. rechtwinklig verlaufenden Straßennetz ist die Plaza de la Constitución; hier befinden sich auch die insgesamt eher einfach gestaltete dreischiffige Barockkirche der Nuestra Señora del Carmen und das Rathaus (ayuntamiento).
- In einer Seitengasse befindet sich ein ehemaliger Kornspeicher (Posito de Labradores).

Iptuci
- Von der Römerstadt Iptuci, die im 2. Jahrhundert n. Chr. ihre Blütezeit erlebte und ein eigenes Münzprägerecht besaß, sind nur wenige Hausfundamente erhalten. Sehenswerter sind die nahegelegenen Salinen.